# August Christian Borheck
August Christian Borheck (* 10. Januar 1751 in Osterode; † 1. Juni 1815 in Eschweiler) war ein deutscher Philologe, Historiker und Hochschullehrer.

## Leben und Wirken
Borheck studierte an der Georg-August-Universität in Göttingen Philosophie und Theologie. Er war dann Rektor in Zellerfeld, Lehrer für Latein und Griechisch am Pädagogium zu Kloster Bergen und von 1778 bis 1780 Rektor des Stadtlyceums (heute Jahngymnasium Salzwedel) in Salzwedel. In dieser Zeit wurde er zum auswärtigen Mitglied der Königlichen Deutschen Gesellschaft zu Göttingen gewählt. Seit Anfang 1780 war er Rektor des Gymnasiums in Bielefeld. In Marburg wurde er 1787 zum Doktor der Philosophie promoviert. Am 31. Mai 1790 wurde er ordentlicher Professor der Geschichte und Beredsamkeit an der Universität zu Duisburg. Dort erregte er wegen seines skandalösen Lebenswandels massiven Anstoß: Er war so hoch verschuldet, dass sein Gehalt zeitweise direkt an seine Gläubiger ausgezahlt wurde, überwarf sich mit seinen Professorenkollegen und wurde von den Studenten gemieden, so dass er ab 1794 überhaupt keine Vorlesungen mehr hielt. Schließlich wurde er sogar der Blutschande mit seiner Tochter bezichtigt. 1801 beantragten Rektor und Senat der Universität bei der Landesregierung seine Amtsenthebung. Am 31. Juli 1801 forderte ihn die klevische Landesregierung zum Verlassen Duisburgs auf, da er „durch seine ganze dortige Lebensgeschichte, besonders durch die letzten Vorfälle mit seiner Tochter, […] ein großes Ärgernis gegeben habe“. Zu einem förmlichen Amtsenthebungsverfahren kam es zwar letztlich nicht, da die schwerwiegendsten Vorwürfe gegen Borheck nicht bewiesen werden konnten, am 27. November 1801 wurde er aber als Professor verabschiedet. Danach lebte er als Privatgelehrter in Köln. Er verfasste zahlreiche Schriften, von denen vor allem regionalgeschichtliche Arbeiten und Übersetzungen antiker Autoren von Bedeutung sind. Mehrere Versuche zur Begründung pädagogischer und regionalgeschichtlicher Zeitschriften blieben ohne Erfolg.

## Werke (Auswahl)
- Xenophons sämtliche Schriften, aus dem Griechischen neu übersezt. 6 Bände. Meyer, Lemgo 1778–1808. (Digitalisate bei ÖNB: Erster Teil, Zweiter Teil; Dritter Teil, Fünfter Teil, Sechster Teil)
- Herodoti Halicarnassensis et Ctesiae Cnidii Quae Extant Opera Et Fragmenta Graece ex recensione Petri Wesselingii. 2 Bände. Meyer, Lemgo 1781-1782 (Digitalisate bei BSB digital: Band II). 2. Auflage in 3 Bänden. Meyer, Lemgo 1808–1810. Band I; archive.org – Band II; archive.org.
- Markus Tullius Cicero’s vermischte Briefe. Neu übersetzt, nach der Zeitfolge geordnet und erläutert. 5 Bände. J. C. Hermann, Frankfurt am Main 1782–1789 (Digitalisate bei BSB digital: Erster Band, Zweiter Band, Dritter Band, Vierter Band, Fünfter Band)
- Versuch eines tabellarischen Grundrisses der Weltgeschichte. 2 Bände. Halle 1783–1784
- Neue Erdbeschreibung von ganz Afrika. Aus den besten ältern und neuern Hülfsmitteln gesammlet und bearbeitet, Band 1 und 2.1 (mehr nicht erschienen). Varrentrapp und Wenner, Frankfurt am Main 1789, 1791. Digitalisat bei BSB digital: Band 1, Band 2.1
- Arrians Feldzüge Alexanders, aus dem Griechischen übersetzt, mit Anmerkungen. 2 Bände (enthaltend Buch 1-6). J. C. Hermann, Frankfurt am Main 1790, 1792. (Digitalisate bei BSB digital: Erster Band, Zweiter Band)
- Erdbeschreibung von Asien, nach Bankes, Black’s, Cook’s und Lloyd’s großem Englischen Werke, mit Zuziehung der besten neuesten Reisebeschreibungen für Deutsche bearbeitet.  Teil 1-3. Dänzer, Düsseldorf 1792–1794. Digitalisat bei BSB digital: Erster Teil, Zweiter Teil, Dritter Teil
- Flavii Arriani Nicomedensis Opera Graece, ad optimas editiones collata. 3 Bände. Meyer, Lemgo 1792, 1809, 1811
- Apparatus ad Herodotum intelligendum et interpretandum. 5 Bände. Meyer, Lemgo 1795–1798. Digitalisate bei BSB digital: Band I, Band II, Band III, Band IV, Band V
- Geschichte der Länder Cleve, Mark, Jülich, Berg und Ravensberg, nach Teschenmacher und andern nebst einer Geschichte der Stadt Duisburg am Rhein. Helwingsche Universitätsbuchhandlung, Duisburg 1800; Digitalisat bei BSB digital: Erster Teil, Zweiter Teil, Digitalisat
- Archiv für die Geschichte, Erdbeschreibung, Statskunde und Alterthümer der Deutschen Nieder-Rheinlande. 1. Band. Comptoir für Litteratur, Elberfeld 1800 (mehr nicht erschienen). Digitalisat bei BSB digital: Erstes Stück, Zweites Stück
- Bibliothek für die Geschichte[,] Erd- Staats- und Gewerbskunde des niederrheinischen Deutschlandes. Haas und Sohn, Köln / Paderborn 1801 (Digitalisat bei BSB digital)
- Beiträge zur Erd- und Geschichtkunde der Deutschen Niederrheinlande. Haas und Sohn, Köln 1803 (Digitalisat bei BSB digital)
- Lysistrata. Ein Lustspiel des Aristophanes. Aus dem Griechischen übersetzt. Köln Rommerskirchen, 1806
- Diogenes Laertius von den Leben und den Meinungen berühmter Philosophen. Aus dem Griechischen. Zwei Bände. Franz Haas, Wien / Prag 1807. (Digitalisate bei ÖNB: Erster Band, Zweiter Band). Neuausgabe: Diogenes Laertios, Von dem Leben und den Meinungen berühmter Philosophen, Wiesbaden: Marix Verlag 2008, ISBN 978-3-86539-164-3